# Пилигримский монумент (Провинстаун)
Пилигри́мский монуме́нт (англ. Pilgrim Monument) — башня в городе Провинстаун (штат Массачусетс, США), который находится у самой северной оконечности мыса Кейп-Код. Башня была сооружена в 1907—1910 годах в память о первой высадке пилигримов в Северной Америке в 1620 году. Высота башни — 77 м, и она является самым высоким гранитным сооружением в США.
По лестнице, установленной внутри башни, можно поняться до самого верха. Оттуда открывается красивый вид на Провинстаун и его гавань (Provincetown Harbor). У подножия Пилигримского монумента находится музей Провинстауна (Provincetown Museum).

## История

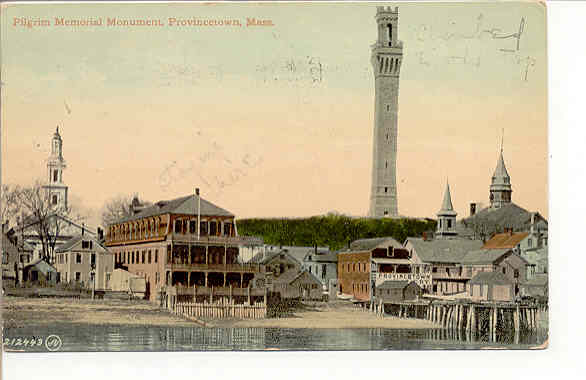
Пилигримский монумент на открытке 1910 года

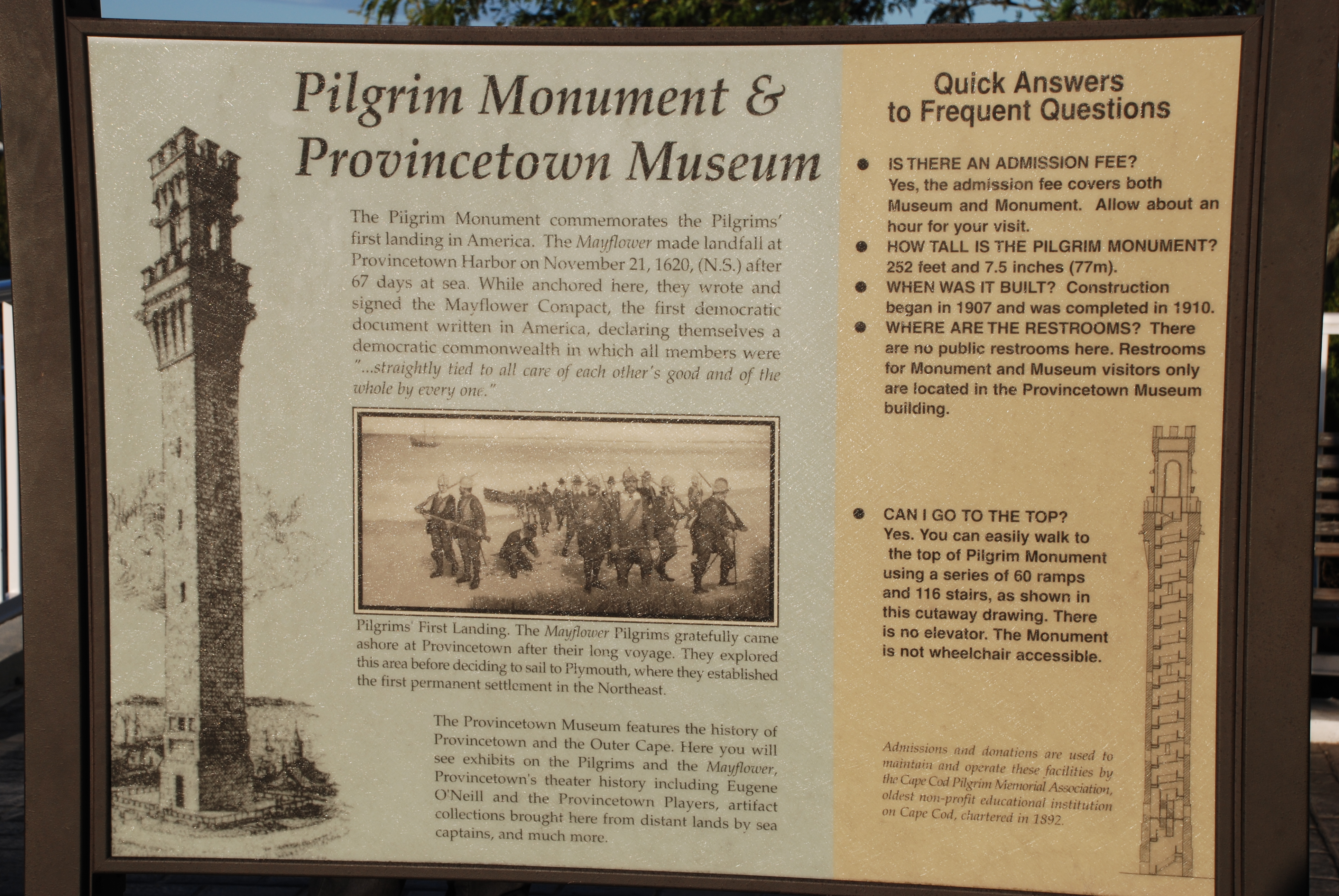
Табличка с описанием Пилигримского монумента

21 ноября 1620 года после 67 дней пути у бухты мыса Кейп-Код причалил корабль «Мэйфлауэр», на котором находились отцы-пилигримы, плывшие из Англии для создания Плимутской колонии. В день прибытия на Кейп-Код они приняли «Мэйфлауэрское соглашение» (англ. Mayflower Compact), которое стало одними из первых символов независимого уклада жизни колонистов. Пилигримы провели на мысе Кейп-Код пять недель, после чего направились к месту расположения Плимутской колонии — туда, где сейчас расположен город Плимут.
В начале XX века был проведён конкурс на лучший дизайн монумента в память о первой высадке пилигримов в Северной Америке, на котором победил проект архитектора Уилларда Томаса Сирса. Основой этого проекта послужил дизайн башни Торре дель Манджа (Torre del Mangia, высотой 102 м, построенной в 1338—1348 годах) в итальянском городе Сиена. В 1907 году краеугольный камень монумента был заложен президентом США Теодором Рузвельтом, а в 1910 году монумент был открыт президентом США Уильямом Тафтом. При строительстве башни использовался гранит из Стонингтона (штат Мэн).
1 апреля 2022 года был открыт подъёмник, на котором можно подняться от улицы Брадфорд в центре Провинстауна к подножию монумента.

## Фотогалерея

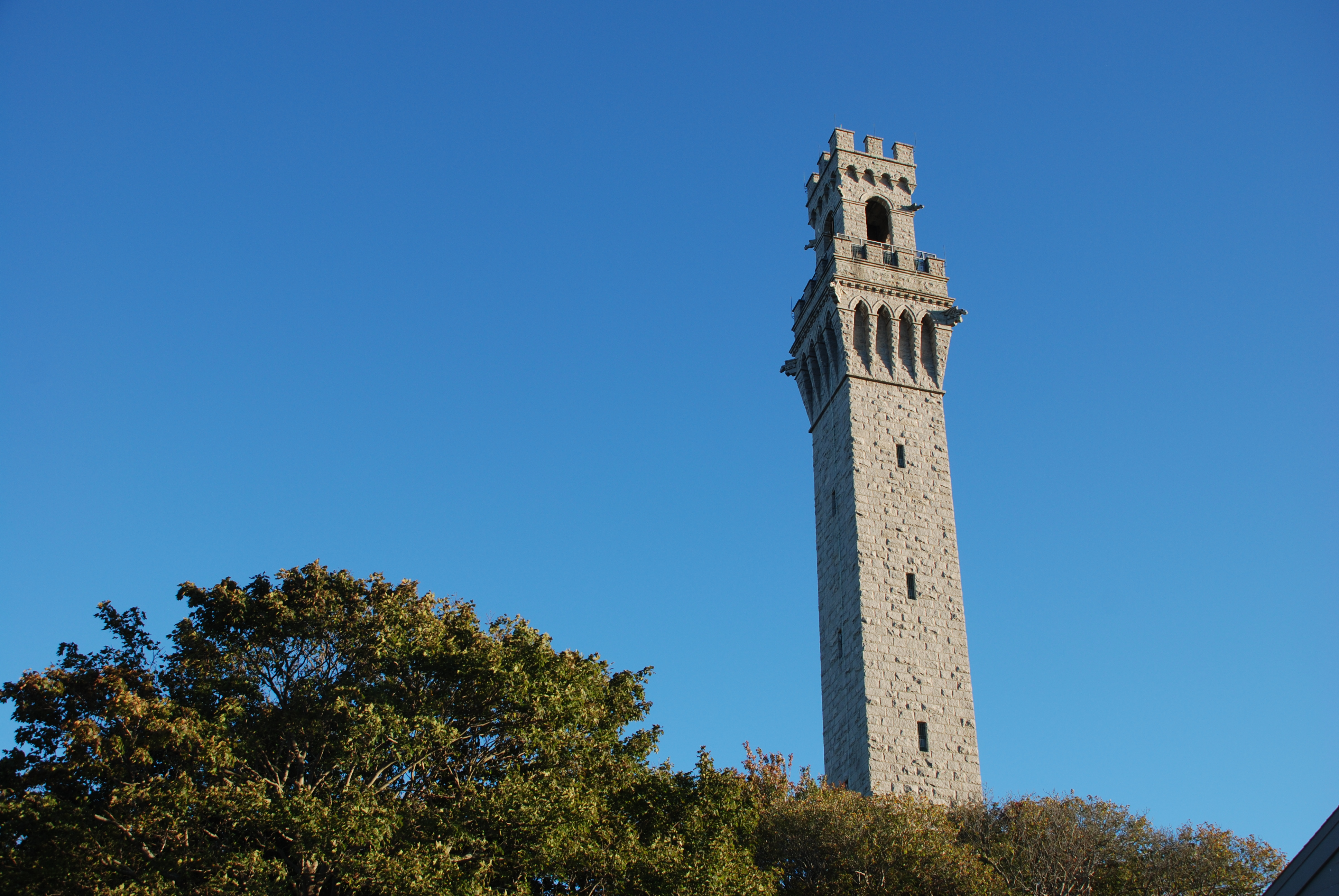
Пилигримский монумент в Провинстауне
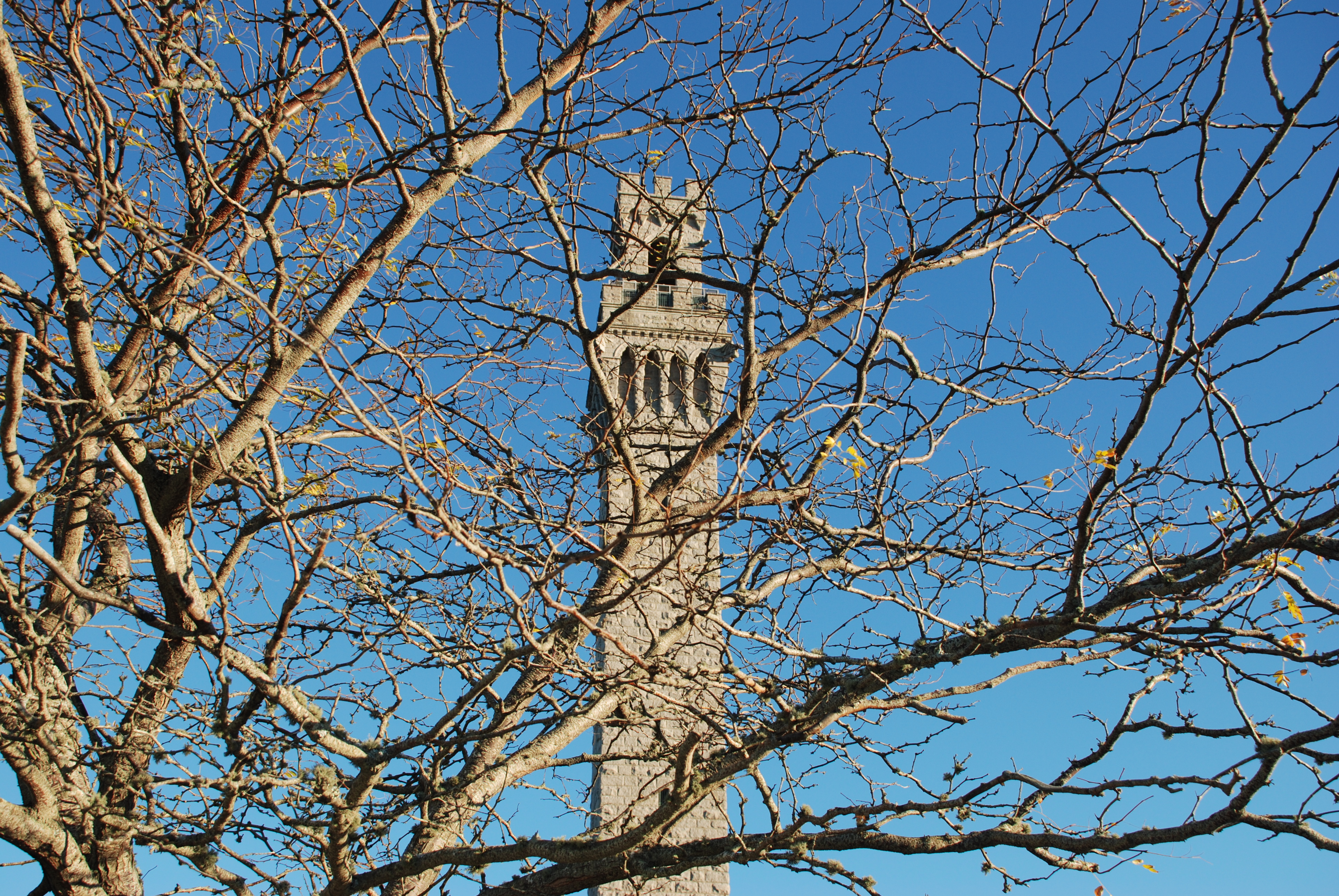
Вид на Пилигримский монумент сквозь ветки дерева
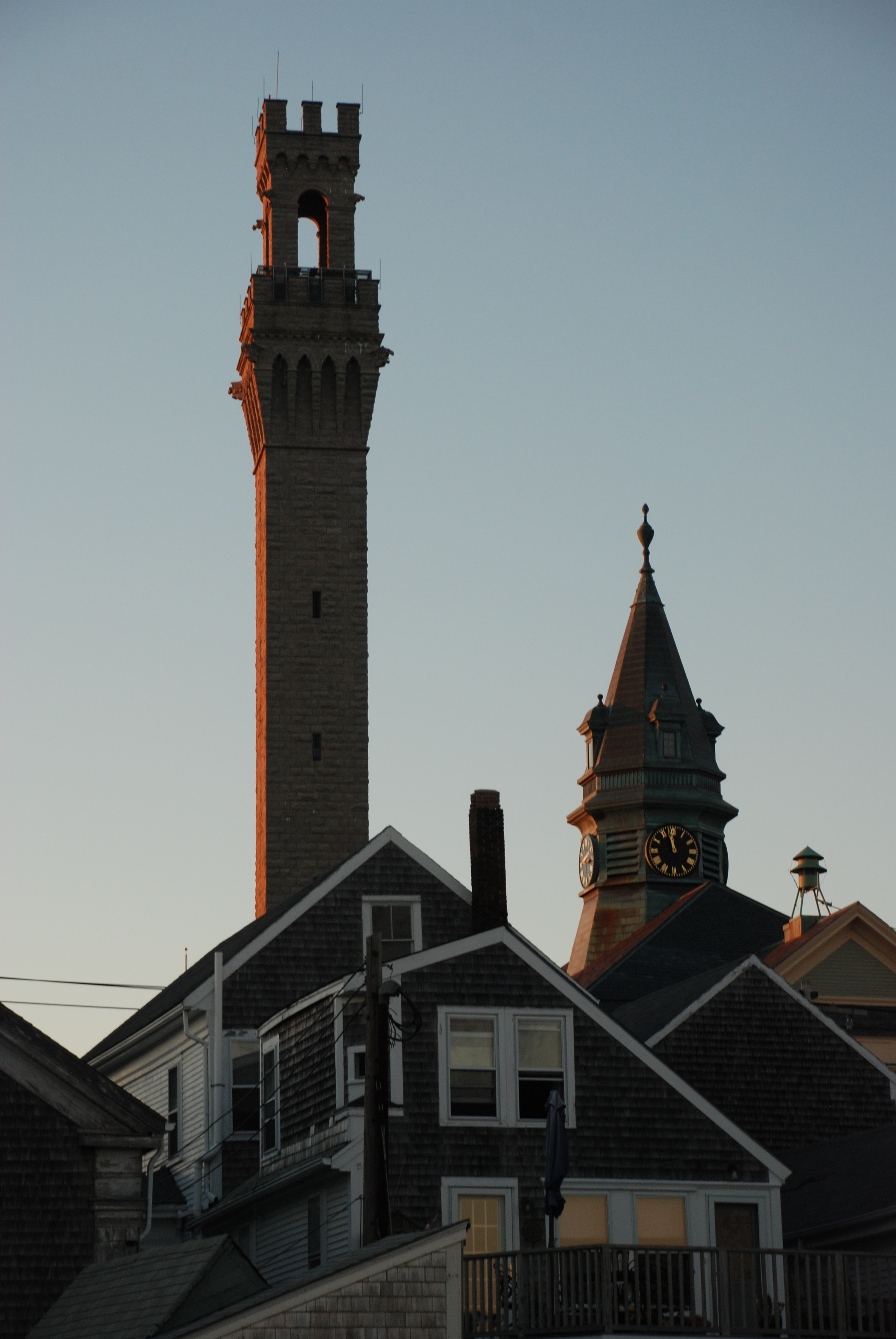
Пилигримский монумент (слева) и ратуша Провинстауна (справа)
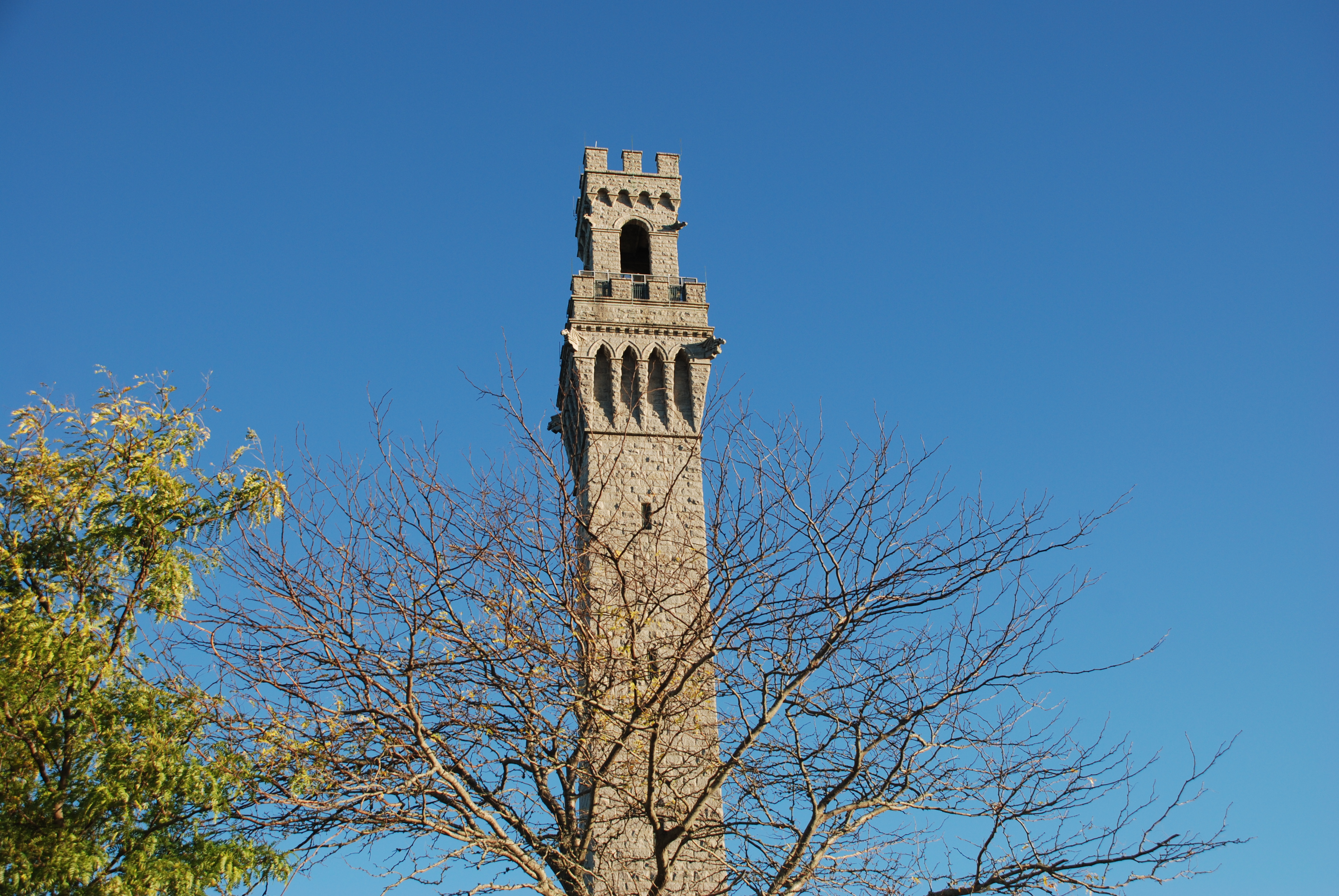
Вид на Пилигримский монумент